# Województwo opolskie
Województwo opolskie (dansk: voivodskabet Opole, tysk: Woiwodschaft Oppeln, tjekkisk: Opolské vojvodství) er en administrativ del af det sydvestlige Polen, et af de 16 voivodskaber, der blev skabt efter den administrative reform i 1999. Voivodskabet Opole ligger i det historiske landskab Górny Śląsk (tysk: Oberschlesien, dansk: Øvre Schlesien), en del av Śląsk (tysk: Schlesien).
Voivodskabet Opole grænser op til voivodskabet nedre Schlesien mod nordvest, voivodskabet Storpolen og voivodskabet Łódźsk mod nordøst, voivodskabet Schlesien mod sydvest og Tjekkiet mod sydvest.
Voivodskabet har et areal på 9,412.5 km2 og 1,044,346(2006) indbyggere, befolkningstætheden er på 111 personer pr km2, byen Opole (tysk: Oppeln) er hovedstad.

## Administrativ inddeling
Voivodskabet er inddelt 12 distrikter (powiater): 1 bydistrikter og 11 landdistrikter.
Der er  36 byer, her listet efter befolkningsstørrelse (pr. 2019):
1. Opole (128.208)
2. Kędzierzyn-Koźle (60.852)
3. Nysa (43.489)
4. Brzeg (35.890)
5. Kluczbork (23.554)
6. Prudnik (21.041)
7. Strzelce Opolskie (17.900)
8. Namysłów (16.551)
9. Krapkowice (16.301)
10. Głuchołazy (13.534)
11. Głubczyce (12.552)
12. Zdzieszowice (11.445)
13. Olesno (9.374)
14. Ozimek (8.657)
15. Grodków (8.595)
16. Praszka (7.655)
17. Paczków (7.460)
18. Zawadzkie (7.135)
19. Gogolin (6.682)
20. Otmuchów (6.581)
21. Niemodlin (6.315)
22. Kietrz (6.005)
23. Wołczyn (5.907)
24. Lewin Brzeski (5.736)
25. Głogówek (5.592)
26. Tułowice (4.011)
27. Dobrodzień (3.720)
28. Byczyna (3.582)
29. Kolonowskie (3.309)
30. Baborów (2.905)
31. Prószków (2.570)
32. Leśnica (2.556)
33. Gorzów Śląski (2.452)
34. Biała (2.426)
35. Korfantów (1.808)
36. Ujazd (1.763)